# List zastawny
List zastawny – dłużny papier wartościowy, imienny lub na okaziciela. Do emitowania listów zastawnych w Polsce uprawnione są tylko banki hipoteczne oraz (od 23 lutego 2011) Bank Gospodarstwa Krajowego w celu realizacji programów rządowych dotyczących wspierania rozwoju budownictwa mieszkaniowego. Zasady emisji, zbywania, nabywania, wykupu i zabezpieczenia listów zastawnych w Polsce reguluje Ustawa z dnia 29 sierpnia 1997 r. o listach zastawnych i bankach hipotecznych.

## Rodzaje
Wyróżnia się dwa rodzaje listów zastawnych:
- hipoteczne listy zastawne, których podstawą emisji są hipoteki na kredytowanych nieruchomościach,
- publiczne listy zastawne, których podstawą emisji są wierzytelności banku z tytułu kredytów dla sektora publicznego.

Listy zastawne są papierami wartościowymi charakteryzującymi się wysokim poziomem bezpieczeństwa oraz niskim ryzykiem inwestycyjnym. Służą refinansowaniu portfeli kredytowych w długim terminie. W Polsce ich udział w refinansowaniu banków sięga zaledwie 0,14% (wobec ok. 20% w całej Unii Europejskiej), a w odniesieniu do aktywów hipotecznych tylko 0,8% (stan na 31.12.2011 r.).

## Rynek listów zastawnych w Polsce
Średnioroczne tempo wzrostu wartości nominalnej listów zastawnych w Polsce w okresie 2006-2016 wyniosło 12,6%. Rynek ten, mierzony wartością nominalną, na koniec roku 2016 osiągnął poziom 2216 mln EUR. 47% listów zastawnych znajdujących się w obiegu na koniec 2016 roku było denominowanych w EUR, zaś pozostała część w PLN.
Do roku 2013 listy zastawne, których oprocentowanie oparte było na stałej stopie procentowej, stanowiły marginalną część rynku (<3%), zaś na koniec 2016 roku stanowiły one już 33% wartości nominalnej listów zastawnych znajdujących się w obiegu.